# 亚欧博览会
亚欧博览会，全称中国－亚欧博览会，是一场由中国新疆国际博览事务局主办的经济贸易洽谈会。首届亚欧博览会于2011年9月1日至5日举行，博览会地点设在中国新疆国际会展中心。该博览会第一届到第五届中，先后有103个国家与地区或国际组织参展，参展客商数量共计10.3万人，参观人数共计201万人。

## 主题
- 第二届：和谐发展、合作共赢
- 第三届：开放互信、共谋发展
- 第四届：开放合作 共建丝绸之路经济带
- 第五届：共商、共建、共享，丝路：机遇与未来
- 第六届：一带一路 共商共建共享
- 第七届：共商 共建 共享 合作向未来